# フリオ・パブロ・チャコーン
フリオ・パブロ・チャコーン（Julio Pablo Chacón 、1975年5月22日 - ）は、アルゼンチンの男性プロボクサー。メンドーサ州ラス・ハラス出身。元WBO世界フェザー級王者。アトランタオリンピックフェザー級銅メダリスト。

## 来歴
1996年10月11日、チャコーンはプロデビューを果たし4回TKO勝ちを収め白星でデビューを飾った。
1996年12月21日、ファン・カルロス・コルテスと対戦し2回TKO勝ちを収めた。
1997年5月17日、WBCムンドヒスパノフェザー級王者ジェイミー・ヘルナンデスと対戦し8回KO勝ちを収め王座獲得に成功した。
1997年8月8日、セルヒオ・アントニオ・ヌーニェスと対戦し8回KO勝ちを収め初防衛に成功した。
1998年1月16日、ブエノスアイレスのクラブ・アトレチコ・クイルメスでWBAフェデラテンフェザー級王者アンヘル・リバスと対戦し4回KO勝ちを収め王座獲得に成功した。
1998年7月25日、142戦の戦績を誇る歴戦のルーベン・オズワルト・コンドーリと対戦し4回TKO勝ちを収めた。
1998年8月8日、エベール・ベレーノと対戦し3回失格勝ちを収めた。
1999年1月20日、レミギオ・ダニエル・モリーナと対戦し8回失格勝ちを収めWBAフェデラテン王座の初防衛に成功した。
1999年6月19日、ファン・ゲラルド・カブレラと対戦し10回判定勝ちを収めた。
1999年7月23日、オスカー・レオンと対戦し10回TKO勝ちを収めWBAフェデラテン王座の2度目の防衛に成功した。
1999年9月17日、アルド・ヴァルティエラと対戦し10回判定勝ちを収めた。
1999年11月17日、リチャード・カリーリョと対戦し8回1分19秒TKO勝ちを収めWBAフェデラテン王座の3度目の防衛に成功した。
2000年5月25日、メンドーサ州メンドーサのエスタディオ・マルビナス・アルゼンチーナスでWBA世界フェザー級王者フレディ・ノーウッドと対戦し初黒星となる12回0-3(111-117、109-118、112-116)の判定負けを喫し王座獲得に失敗した。
2000年9月8日、クラウディオ・ビクトル・マーティネットと対戦し10回1-2の判定負けを喫した。
2000年10月28日、メンドーサのエスタディオ・パスカル・ペレスでWBOラテンアメリカフェザー級王座決定戦でジュスト・エバンゲリスタ・マルティネスと対戦し12回判定勝ちを収め王座獲得に成功した。
2001年2月24日、クラウディオ・ビクトル・マーティネットと対戦し5ヶ月振りのリベンジとなる5回2分54秒KO勝ちを収め初防衛に成功した。
2001年6月16日、ブダペストのキススタディオでWBO世界フェザー級王者イシュトヴァン・コバチと対戦。判定ではリードを奪われていたが6回15秒逆転TKO勝ちを収め王座獲得に成功した。
2001年8月11日、エドワード・バリオスと対戦し5回2分50秒KO勝ちを収め初防衛に成功した。
2002年1月19日、ビクトル・ポロと対戦し12回2-1(115-112、114-113、113-114)の判定勝ちを収め2度目の防衛に成功した。しかし試合後に負った」怪我の影響で少し試合間隔があいた。
2002年10月19日、グラスゴーのブラーヘッド・アリーナでWBO世界フェザー級暫定王者スコット・ハリソンと王座統一戦を行い12回0-3(2者が111-117、112-117)の判定負けを喫し3度目の防衛に失敗し王座から陥落した。
2003年3月1日、南米スーパーフェザー級王者クラウディオ・ビクトル・マーティネットと2年振りに対戦し8回TKO勝ちを収めスーパーフェザー級進出戦で結果を残し、王座獲得に成功した。
2003年10月25日、WBOインターコンチネンタルスーパーフェザー級王者ジャノス・ナギーと対戦しキャリア初のKO負けとなる10回TKO負けを喫した。
2004年2月14日、リカルド・ダニエル・シルバと対戦し10回1-2の判定負けを喫した。
2004年7月15日、テキサス州ダラスのアメリカン・エアラインズ・アリーナでディエゴ・コラレスの返上で空位となったWBO世界スーパーフェザー級王座決定戦でマイク・アンチュドと対戦。最終12回にダウンを喫し、12回0-3(3者共に109-119)の判定負けを喫し2階級制覇に失敗した。
2004年11月13日、リカルド・ファブリシオ・チャモッロと対戦し9回KO勝ちを収め南米王座の初防衛に成功した。
2004年12月18日、ジャノス・ナギーとIBC世界スーパーフェザー級王座決定戦で1年振りに再戦し12回0-3(113-116、115-116、113-115)の判定負けを喫した。
2005年9月17日、フリオ・セサール・アルガナラズと対戦し12回3-0(120-108、120-112.5、120-109.5)の判定勝ちを収め南米王座の2度目の防衛に成功した。
2005年12月2日、フリオ・セサール・アルガナラズとWBOインターコンチネンタルスーパーフェザー級王座決定戦を行い12回3-0(2者が120-107、119-108)の判定勝ちを収め王座獲得に成功した試合を最後に現役を引退した。

## 獲得タイトル
- WBCムンドヒスパノフェザー級王座
- WBAフェデラテンフェザー級王座
- WBOラテンアメリカフェザー級王座
- WBO世界フェザー王座（防衛2）
- 南米スーパーフェザー級王座
- WBOインターコンチネンタルスーパーフェザー級王座